# Caótica Ana
Caótica Ana és una pel·lícula espanyola dirigida per Julio Medem el 2007.

## Argument
És la història del viatge d'una noia durant quatre anys de la seua vida, des dels divuit fins al vint-i-dos. Un compte enrere, de deu fins a zero, com a la hipnosi, a través del qual Ana comprova que no viu sola, que la seua existència pareix la continuació d'altres vides de dones joves que moriren de forma tràgica, totes elles als vint-i-dos anys, i que viuen a l'abisme de la seua memòria inconscient. Aquest és el seu caos. En paraules del director i guionista del film: "Ana és la princesa i el monstre d'aquesta faula feminista contra la tirania de l'home blanc".

## Repartiment
- Manuela Vellés: Ana
- Charlotte Rampling: Justine
- Bebe: Linda
- Nicolas Cazalé: Said
- Asier Newman: Anglo
- Matthias Habich: Klaus
- Lluís Homar: Ismael

## Comentaris
Rodada entre Nova York, Arizona, Madrid, les Illes Canàries i les Balears.
La pel·lícula es convertí en la via de fugida de Medem per a superar la depressió després de la mort de la seua germana Ana, desapareguda el 28 d'abril de 2001 en un accident de trànsit, quan anava a la inauguració de la seua pròpia exposició a Cariñena (Saragossa). En record seu Julio Medem té una filla amb el mateix nom.